# ケマント族
ケマント族（ケマントぞく、Qemant,Kemant）は、エチオピアに住む部族。

## 居住地
エチオピア中部の山地に住んでいる。ほとんどが整った村に住むが、一部畑の間に散居的家屋敷を建てて暮らすものもいる。

## 生活
経済は畜産を主体とし、交易も営む。大麦、雑穀を主食としている。